# 奥索伊河
奥索伊河（俄語：Река Оссой）是萨哈林州奥哈区的河流，源起奥索伊山东坡，长41公里，流域面积183平方公里，注入柴沃湾。下游宽10米，深1.5米，流速0.4米每秒。

## 引用
1. ↑  М·Г·瓦西科夫斯基. . 列宁格勒: 气象出版社. 1973 （俄语）.
2. ↑  . 国家水登记处 （俄语）.